# ATAD1
ATAD1 (англ. ATPase family, AAA domain containing 1) – білок, який кодується однойменним геном, розташованим у людей на 10-й хромосомі. Довжина поліпептидного ланцюга білка становить 361 амінокислот, а молекулярна маса — 40 744.
| 10         |  | 20         |  | 30         |  | 40         |  | 50         |
| ---------- |  | ---------- |  | ---------- |  | ---------- |  | ---------- |
| MVHAEAFSRP |  | LSRNEVVGLI |  | FRLTIFGAVT |  | YFTIKWMVDA |  | IDPTRKQKVE |
| AQKQAEKLMK |  | QIGVKNVKLS |  | EYEMSIAAHL |  | VDPLNMHVTW |  | SDIAGLDDVI |
| TDLKDTVILP |  | IKKKHLFENS |  | RLLQPPKGVL |  | LYGPPGCGKT |  | LIAKATAKEA |
| GCRFINLQPS |  | TLTDKWYGES |  | QKLAAAVFSL |  | AIKLQPSIIF |  | IDEIDSFLRN |
| RSSSDHEATA |  | MMKAQFMSLW |  | DGLDTDHSCQ |  | VIVMGATNRP |  | QDLDSAIMRR |
| MPTRFHINQP |  | ALKQREAILK |  | LILKNENVDR |  | HVDLLEVAQE |  | TDGFSGSDLK |
| EMCRDAALLC |  | VREYVNSTSE |  | ESHDEDEIRP |  | VQQQDLHRAI |  | EKMKKSKDAA |
| FQNVLTHVCL |  | D          |  |            |  |            |  |            |

A: Аланін

C: Цистеїн

D: Аспарагінова кислота

E: Глутамінова кислота

F: Фенілаланін

G: Гліцин

H: Гістидин

I: Ізолейцин

K: Лізин

L: Лейцин

M: Метіонін

N: Аспарагін

P: Пролін

Q: Глутамін

R: Аргінін

S: Серин

T: Треонін

V: Валін

W: Триптофан

Кодований геном білок за функціями належить до гідролаз, фосфопротеїнів. 
Задіяний у такому біологічному процесі, як альтернативний сплайсинг. 
Білок має сайт для зв'язування з АТФ, нуклеотидами. 
Локалізований у клітинній мембрані, мембрані, клітинних контактах, пероксисомах, синапсах.